# Heinrich Grebe
Heinrich Grebe (* 11. Mai 1831 in Rauschenberg; † 8. März 1903) war ein deutscher Geologe.

## Leben
Grebe besuchte die Realschule in Gießen und das Polytechnikum in Kassel, um in den höheren Dienst im Bergbau zu gehen. Ab 1851 studierte er Naturwissenschaften und insbesondere Chemie, Geologie und Mineralogie an der Universität Marburg. Dabei unterstützte er noch als Student die geologische Landesaufnahme von Hessen (Kartierung zwischen Marburg und Fritzlar) und kam mit Heinrich von Dechen in Verbindung. Nach dem Studium ging er in den Bergbau. 1856/57 arbeitete er in den Steinkohlegruben in Obernkirchen, in Eisenerzgruben am Rhein und im Bau von Eisenbahntunneln am Rhein. Ab 1859 war er bei den Eisenerzgruben von Böcking im Hunsrück. Er behielt aber den Kontakt zu Dechen und dessen Kartierungsarbeiten und war ab 1871 an der geologischen Aufnahme der Rheinprovinzen beteiligt (zunächst am Übergang vom Rheinischen Schiefergebirge in den Muschelkalk bei Merzig an der Saar, später in der Trierer Mulde). Von 1874 bis 1900 war er bei der Preußischen Geologischen Landesanstalt, ab 1876 als Landesgeologe. Aus gesundheitlichen Gründen konnte er ab 1897 nur noch eingeschränkt geologische Feldarbeit leisten und musste 1900 seine Arbeit als Geologe ganz aufgeben. Er lebte in Trier.
Grebe forschte zur Flussgeschichte und dem Trias im Bereich Saar und Mosel, wo er vor allem kartierte. Das von ihm erforschte Gebiet ging aber weit über seine veröffentlichten geologischen Karten bis in das Gebiet südlich der Eifel hinaus.

## Schriften
Er bearbeitete die geologischen Karten 1:25.000 mit Erläuterungen von Wincheringen, Saarburg, Beuren (Hochwald), Freudenburg, Perl (Mosel), Merzig, Schillingen, Hermeskeil, Losheim am See, Wadern, Wahlen (Losheim am See), Lebach, Bitburg, Landscheid, Welschbillig, Schweich, Trier, Pfalzel, Mettendorf (Eifel), Oberweis, Wallendorf (Eifel), Bollendorf und ohne Erläuterung und mit anderen: Birkenfeld, Nohfelden, Freisen, Ottweiler, St. Wendel, Schönberg (bei Thalfang), Morscheid, Buhlenberg, Sohren und Hottenbach.